# Dudley Ryder (2e comte de Harrowby)
Pour les articles homonymes, voir Dudley Ryder.
Dudley Ryder (19 mai 1798 - 19 novembre 1882),  est un homme politique britannique. Il occupe dans le gouvernement de Lord Palmerston le poste de Chancelier du duché de Lancastre en 1855 et de Lord du sceau privé entre 1855 et 1858. Il est appelé vicomte Sandon entre 1809 et 1847, avant d'être titré comte de Harrowby.

## Biographie
Il est né à Londres, fils de Dudley Ryder (1er comte de Harrowby), et de Lady Susan (décédée en 1838), fille de Granville Leveson-Gower. Il fait ses études à Christ Church, Oxford . Il est officier du Staffordshire Yeomanry et démissionne de son poste de capitaine en mars 1831.
Harrowby est élu député de Tiverton en 1819, poste qu'il occupe jusqu'en 1831 , avant de siéger pour Liverpool jusqu'en 1847 ,. Il sert en tant que Lord de l'amirauté en 1827  et en tant que secrétaire du conseil de contrôle sous Lord Grey entre 1830 et 1831. Il reste longtemps en congé, mais en 1855, huit ans après avoir succédé à son père comme comte de Harrowby, il est nommé chancelier du duché de Lancastre par Lord Palmerston, devenant ainsi conseiller privé. En quelques mois, il est muté au poste de Lord du sceau privé, et il démissionne en 1858 . Il est fait chevalier de la jarretière en 1859.
Harrowby est également trois fois président de la Royal Statistical Society (1840-1842, 1849-1851, 1855-1857), président de la commission Maynooth et membre d'autres commissions royales importantes. Il est considéré comme l'un des défenseurs les plus solides et les plus en vue de l'Église anglicane .

## Famille
Lord Harrowby épouse Lady Frances, fille de John Stuart, en 1823. Elle est décédée en mars 1859. Harrowby est resté veuf jusqu'à sa mort à Sandon Hall le 19 novembre 1882, à l'âge de 84 ans. Son fils aîné, Dudley Ryder (3e comte de Harrowby), lui succède dans le comté .